# James Bond
James Bond, cu numele de cod 007, este un personaj din romanele lui Ian Fleming și seria filmelor James Bond. Rolul său a fost jucat de mai mulți actori, printre care Sean Connery, George Lazenby, Roger Moore, Timothy Dalton, Pierce Brosnan și Daniel Craig.
Personajul din filme a fost modelat după lucrători reali din contrainformații (Spionajul Naval britanic), soldați din trupe de comando și probabil caracterul lui monden este autobiografic, eventual personajul e modelat după Sidney Reilly.
În filmele sale, Ian Fleming nu stabilește o dată exactă a nașterii, însă în romanul You Only Live Twice (A doua șansă/Trăești numai de două ori) se precizează că în 1941 avea 17 ani, ceea ce ar însemna că anul nașterii este 1924. Alți cercetători estimează însă că Bond s-ar fi putut naște fie în 1921, fie în 1922. Locul nașterii sale se presupune că se află în Elveția. De altfel, mama sa, Monique Delacroix, era de origine elvețiană. Bond a fost căsătorit, deși pentru puțin timp, fiind cunoscut pentru numeroasele sale aventuri cu reprezentante ale sexului opus.
Din punct de vedere profesional, Bond lucrează ca agent secret al Serviciilor Secrete Britanice.

## James Bond în literatură
Personajul Bond era mai diferit în romane față de superspionul suav din primele filme: “un instrument crud și anonim utilizat de un departament guvernamental.” 
Conform lui Liulevicius, Bond din romane nu era aventuros și plin de dispozitive tehnologice avansate, ci era o figură „întunecată și rece”.
Mai jos se află lista completă a cărților în care apare personajul James Bond, ordonate cronologic după data publicării.

### Ian Fleming
- 1953: Casino Royale
- 1954: Pe cine nu lași să moară
- 1955: Moonraker
- 1956: Diamante pentru totdeauna
- 1957: Din Rusia, cu dragoste
- 1958: Dr. No
- 1959: Goldfinger
- 1960: Doar pentru ochii tăi (povestiri scurte)
- 1961: Operațiunea Thunderball
- 1962: Spionul care m-a iubit
- 1963: În Servicul Secret al Majestății Sale
- 1964: A doua șansă
- 1965: Pistolul de aur
- 1966: Caracatița și alte povestiri (povestiri scurte)

Exceptând operele lui Ian Fleming, James Bond mai apare și în lucrări ale altor autori.

### Robert Markham
- 1968: Colonel Sun

### John Gardner
- 1981: Licence Renewed
- 1982: For Special Services
- 1983: Icebreaker
- 1984: Role of Honour
- 1986: Nobody Lives For Ever
- 1987: No Deals, Mr. Bond
- 1988: Scorpius
- 1989: Win, Lose or Die
- 1990: Brokenclaw
- 1991: The Man from Barbarossa
- 1992: Death is Forever
- 1993: Never Send Flowers
- 1994: SeaFire
- 1996: COLD

### Raymond Benson
- 1984: The James Bond Bedside Companion
- 1997: Blast From the Past
- 1997: Zero Minus Ten
- 1997: Tomorrow Never Dies
- 1998: The Facts of Death
- 1999: Midsummer Night's Doom
- 1999: Live at Five
- 1999: The World Is Not Enough
- 1999: High Time to Kill
- 2000: Doubleshot
- 2001: Never Dream of Dying
- 2002: The Man with the Red Tattoo
- 2002: Die Another Day
- 2002: The Heart of Erzulie

### Charlie Higson
- 2005: SilverFin
- 2006: Blood Fever
- 2007: Double or Die
- 2007: Hurricane Gold
- 2008: Young Bond Book 5

### Christopher Wood
- 1977: James Bond, The Spy Who Loved Me
- 1979: James Bond and Moonraker

### John Gardner
- 1989: Licence to Kill
- 1995: GoldenEye

### R.D. Mascot
- 1967: 003½: The Adventures of James Bond Junior

### Kate Westbrook

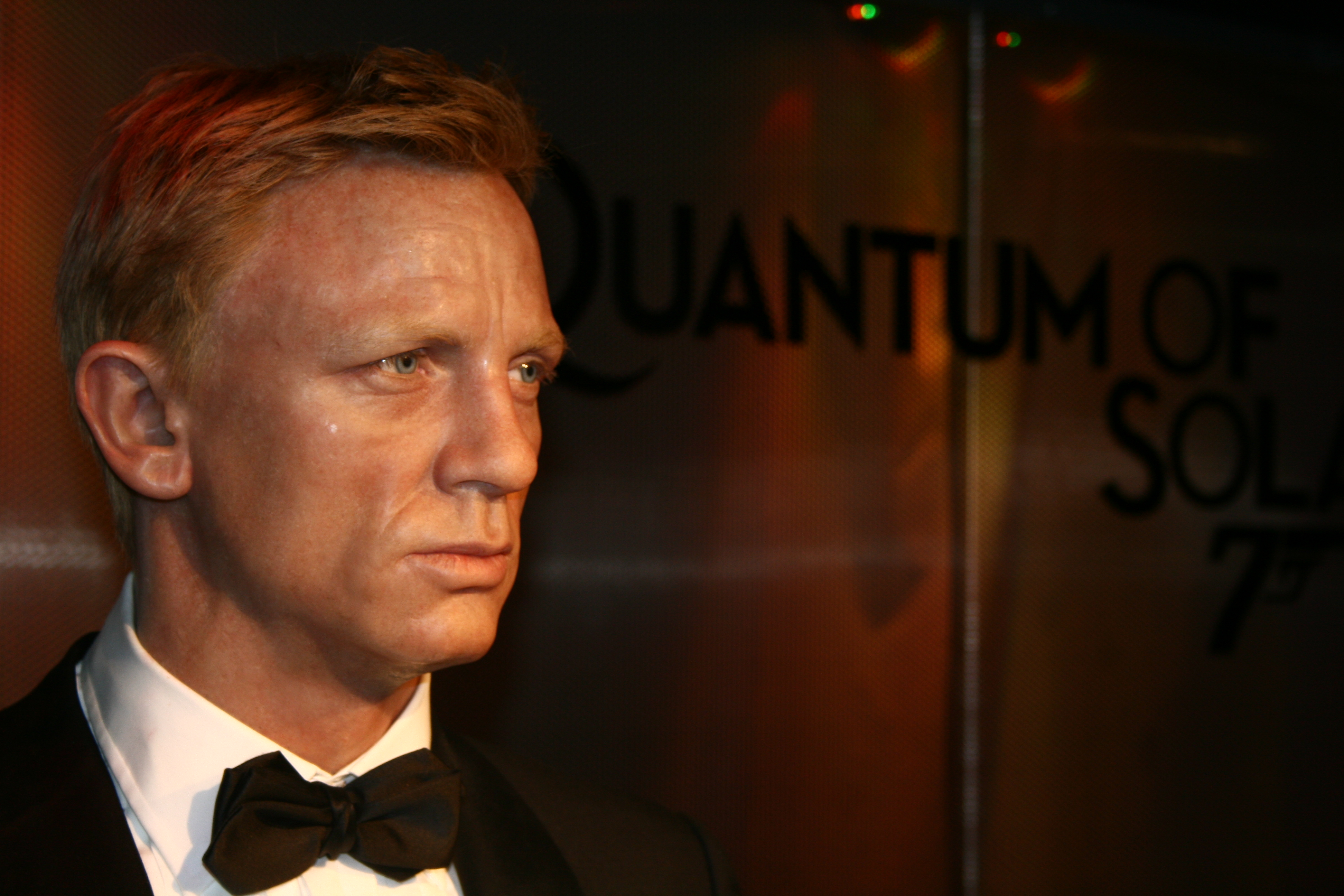
Figura de ceară a lui James Bond (interpretat de Daniel Craig)

- 2005: Guardian Angel
- 2006: Secret Servant
- 2008: Book 3

### Kingsley Amis
- 1965: The James Bond Dossier
- 1965: The Book of Bond

### John Pearson
- 1973: James Bond: The Authorised Biography of 007

### Kate Westbrook
- 2006: For Your Eyes Only, James
- 2006: Moneypenny's First Date With Bond

## Ecranizări
Ecranizările romanelor care îl au ca protagonist pe agentul 007 au devenit succese de box-office în întreaga lume. Un număr de 6 actori l-au interpretat în cele 24 de ecranizări de lungmetraj: Sean Connery (1962–1967; 1971; 1983), George Lazenby (1969), Roger Moore (1973–1985), Timothy Dalton (1987–1989), Pierce Brosnan (1995–2002), Daniel Craig (2006–prezent).
Filme produse de Eon Productions
| Titlu                          | An   | Actor          | Regizor            |
| ------------------------------ | ---- | -------------- | ------------------ |
| Dr. No                         | 1962 | Sean Connery   | Terence Young      |
| Din Rusia, cu dragoste         | 1963 | Sean Connery   | Terence Young      |
| Goldfinger                     | 1964 | Sean Connery   | Guy Hamilton       |
| Operațiunea Thunderball        | 1965 | Sean Connery   | Terence Young      |
| A doua șansă                   | 1967 | Sean Connery   | Lewis Gilbert      |
| În slujba Majestății Sale      | 1969 | George Lazenby | Peter R. Hunt      |
| Diamante pentru eternitate     | 1971 | Sean Connery   | Guy Hamilton       |
| Pe cine nu lași să moară       | 1973 | Roger Moore    | Guy Hamilton       |
| Pistolul de aur                | 1974 | Roger Moore    | Guy Hamilton       |
| Spionul care mă iubea          | 1977 | Roger Moore    | Lewis Gilbert      |
| Moonraker                      | 1979 | Roger Moore    | Lewis Gilbert      |
| Doar pentru ochii tăi          | 1981 | Roger Moore    | John Glen          |
| Octopussy                      | 1983 | Roger Moore    | John Glen          |
| Perspectiva unei crime         | 1985 | Roger Moore    | John Glen          |
| Cortina de fier                | 1987 | Timothy Dalton | John Glen          |
| Permis pentru crimă            | 1989 | Timothy Dalton | John Glen          |
| Agentul 007 contra GoldenEye   | 1995 | Pierce Brosnan | Martin Campbell    |
| 007 și imperiul zilei de mâine | 1997 | Pierce Brosnan | Roger Spottiswoode |
| Lumea e prea mică              | 1999 | Pierce Brosnan | Michael Apted      |
| Să nu mori azi                 | 2002 | Pierce Brosnan | Lee Tamahori       |
| Casino Royale                  | 2006 | Daniel Craig   | Martin Campbell    |
| 007: Partea lui de consolare   | 2008 | Daniel Craig   | Marc Forster       |
| 007: Coordonata Skyfall        | 2012 | Daniel Craig   | Sam Mendes         |
| Spectre                        | 2015 | Daniel Craig   | Sam Mendes         |
| Nu e vreme de murit            | 2021 | Daniel Craig   | Cary Joji Fukunaga |

Filme produse de altcineva
| Titlu                          | An   | Actor        | Regizor                                                                         |
| ------------------------------ | ---- | ------------ | ------------------------------------------------------------------------------- |
| Casino Royale                  | 1967 | David Niven  | Ken Hughes John Huston Joseph McGrath Robert Parrish Val Guest Richard Talmadge |
| Niciodată să nu spui niciodată | 1983 | Sean Connery | Irvin Kershner                                                                  |